# Casius (Gradfeld)

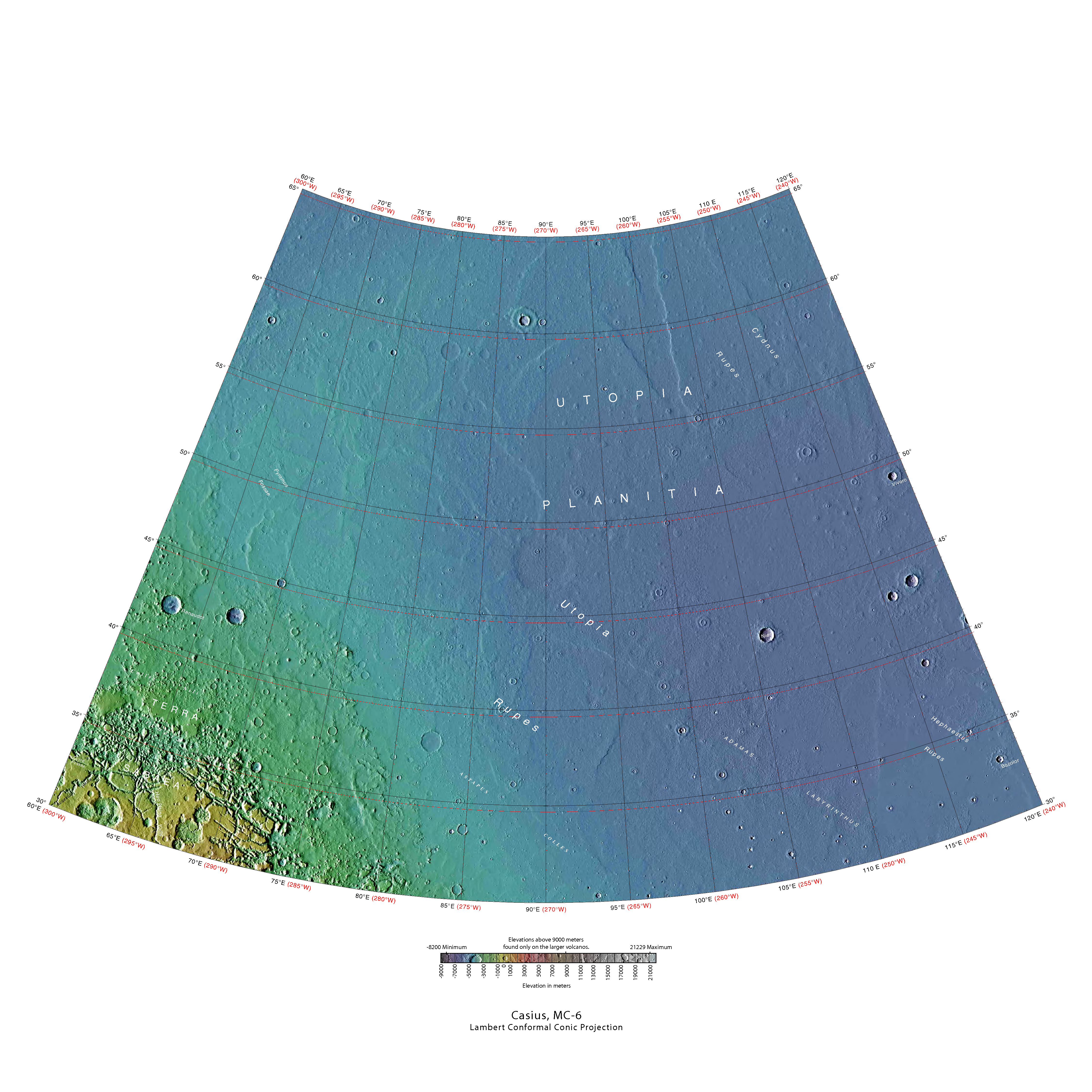

Das Casius-Gradfeld gehört zu den 30 Gradfeldern des Mars. Sie wurden durch die United States Geological Survey (USGS) festgelegt. Die Nummer ist MC-6, das Gradfeld umfasst das Gebiet von 240° bis 360° westlicher Länge und von 30° bis 65° südlicher Breite.

## Herkunft des Namens
Der Name kommt von einem Albedo feature im Bereich von 40° N and 100° E auf dem Mars, die Gegend wurde nach dem lateinischen Epitheton für Zeus seiner Heiligtümer in Ägypten und Syrien benannt. Der Name wurde 1958 durch die IAU festgelegt.

## Geografie
Das Gradfeld enthält Teile von Utopia Planitia und einen kleinen Teil von Terra Sabaea. Es misst ca. 3.065 km der Höhe und 1.500 km in der Breite, die Nord/Süd-Distanz beträgt ca. 2.050 km, etwas weniger als die Länge Grönlands. Es deckt eine Fläche von ca. 4,9 Millionen km² ab, etwa 3 % der Oberfläche des Mars. In den höheren Bereichen wird Bodeneis vermutet.